# Włodzimierz Durajski
Włodzimierz Durajski (ur. 21 września 1929 w Pabianicach, zm. 30 czerwca 1989 tamże) – pracownik bankowości, działacz krajoznawczy, działacz Polskiego Towarzystwa Turystyczno-Krajoznawczego (PTTK) w Pabianicach.

## Nauka, studia
Urodził się 21 września 1929 w Pabianicach, tam ukończył szkołę podstawową i zdał maturę. W 1953 ukończył studia na Wydziale Ekonomicznym Uniwersytetu Jagiellońskiego w Krakowie.

## Praca
Pracę zawodową podjął najpierw w PSS "Społem" w Pabianicach, a następnie w Narodowym Banku Polskim w Pabianicach na stanowisku inspektora w Departamencie Rewizji, później był Naczelnikiem Wydziału Kredytu a w 1979 został dyrektorem Oddziału NBP.
Był członkiem Polskiego Towarzystwa Ekonomicznego.

## Pozazawodowa działalność społeczna w PTTK
Do Polskiego Towarzystwa Turystyczno-Krajoznawczego (PTTK) wstąpił jeszcze w Krakowie. Działalność w Oddziale Pabianickim rozpoczął w roku 1956 i w tym samym roku został wybrany w skład Zarządu Oddziału PTTK. 
Od 1956 był przewodniczącym Komisji Narciarskiej Oddziału PTTK w Pabianicach.
Był równocześnie działaczem i instruktorem Polskiego Związku Narciarskiego, doskonałym narciarzem, wyszkolił wielu turystów – narciarzy. Był organizatorem pierwszych obozów narciarskich w Pabianicach, założycielem Klubu Narciarskiego "Śmig",  Był organizatorem rajdów narciarskich wokół Pabianic.
W roku 1968 został wybrany członkiem prezydium Zarządu Oddziału PTTK w Pabianicach, w 1972 wiceprezesem, a w 1976 prezesem Zarządu Oddziału, i tę funkcję pełnił do śmierci. Był efektywnym organizatorem działalności turystycznej i gospodarczej Oddziału PTTK w Pabianicach, cieszył się uznaniem i autorytetem nie tylko wśród turystów ale również ogółu mieszkańców Pabianic.
Jego imię nosi Klub Narciarski „Śmig” PTTK w Pabianicach.
Jego imieniem nazwany jest Miejski Ośrodek Sportu i Rekreacji "Businka" w Pabianicach.

## Miejsce spoczynku
Zmarł nagle w dniu 30 czerwca 1989. Pochowany na starym cmentarzu w Pabianicach.

## Odznaczenia
- Krzyż Kawalerski Orderu Odrodzenia Polski,
- Srebrny Krzyż Zasługi,
- Honorowa Odznaka Miasta Łodzi,
- Złota Odznaka Bankowości PRL.